# Motorrad-Weltmeisterschaft 2019
Die Motorrad-WM-Saison 2019 war die 71. in der Geschichte der FIM-Motorrad-Straßenweltmeisterschaft.
In allen Klassen wurden 19 Rennen ausgetragen.

## Punkteverteilung
Weltmeister wird derjenige Fahrer beziehungsweise der Hersteller, der bis zum Saisonende die meisten Punkte in der Weltmeisterschaft angesammelt hat. Bei der Punkteverteilung werden die Platzierungen im Gesamtergebnis des jeweiligen Rennens berücksichtigt. Die fünfzehn erstplatzierten Fahrer jedes Rennens erhalten Punkte nach folgendem Schema:
| Punkteverteilung | Punkteverteilung | Punkteverteilung | Punkteverteilung | Punkteverteilung | Punkteverteilung | Punkteverteilung | Punkteverteilung | Punkteverteilung | Punkteverteilung | Punkteverteilung | Punkteverteilung | Punkteverteilung | Punkteverteilung | Punkteverteilung | Punkteverteilung |
| ---------------- | ---------------- | ---------------- | ---------------- | ---------------- | ---------------- | ---------------- | ---------------- | ---------------- | ---------------- | ---------------- | ---------------- | ---------------- | ---------------- | ---------------- | ---------------- |
| Platz            | 1                | 2                | 3                | 4                | 5                | 6                | 7                | 8                | 9                | 10               | 11               | 12               | 13               | 14               | 15               |
| Punkte           | 25               | 20               | 16               | 13               | 11               | 10               | 9                | 8                | 7                | 6                | 5                | 4                | 3                | 2                | 1                |

In die Wertung kommen alle erzielten Resultate.

## Rennkalender
| Nr. | Datum         | Rennen                          | Strecke                                                      | Streckenlayout |
| --- | ------------- | ------------------------------- | ------------------------------------------------------------ | -------------- |
| 1   | 10. März      | Großer Preis von Katar          | Losail International Circuit (Doha)                          |                |
| 2   | 31. März      | Großer Preis von Argentinien    | Autódromo Termas de Río Hondo (Termas de Río Hondo)          |                |
| 3   | 14. April     | Grand Prix of The Americas      | Circuit of The Americas (Austin)                             |                |
| 4   | 5. Mai        | Großer Preis von Spanien        | Circuito de Jerez (Jerez de la Frontera)                     |                |
| 5   | 19. Mai       | Großer Preis von Frankreich     | Circuit Bugatti (Le Mans)                                    |                |
| 6   | 2. Juni       | Großer Preis von Italien        | Autodromo Internazionale del Mugello (Scarperia e San Piero) |                |
| 7   | 16. Juni      | Großer Preis von Katalonien     | Circuit de Barcelona-Catalunya (Montmeló)                    |                |
| 8   | 30. Juni      | Dutch TT                        | TT Circuit Assen (Assen)                                     |                |
| 9   | 7. Juli       | Großer Preis von Deutschland    | Sachsenring (Hohenstein-Ernstthal)                           |                |
| 10  | 4. August     | Großer Preis von Tschechien     | Automotodrom Brno (Brünn)                                    |                |
| 11  | 11. August    | Großer Preis von Österreich     | Red Bull Ring (Spielberg)                                    |                |
| 12  | 25. August    | Großer Preis von Großbritannien | Silverstone Circuit (Silverstone)                            |                |
| 13  | 15. September | Großer Preis von San Marino     | Misano World Circuit Marco Simoncelli (Misano Adriatico)     |                |
| 14  | 22. September | Großer Preis von Aragonien      | Motorland Aragón (Alcañiz)                                   |                |
| 15  | 6. Oktober    | Großer Preis von Thailand       | Chang International Circuit (Buri Ram)                       |                |
| 16  | 20. Oktober   | Großer Preis von Japan          | Twin Ring Motegi (Motegi)                                    |                |
| 17  | 27. Oktober   | Großer Preis von Australien     | Phillip Island Circuit (Phillip Island)                      |                |
| 18  | 3. November   | Großer Preis von Malaysia       | Sepang International Circuit (Sepang)                        |                |
| 19  | 17. November  | Großer Preis von Valencia       | Circuit Ricardo Tormo (Valencia)                             |                |

## MotoGP-Klasse

### Teams und Fahrer
| Team                                                             | Hersteller | Maschine                | Nr. | Fahrer            | Läufe       |
| ---------------------------------------------------------------- | ---------- | ----------------------- | --- | ----------------- | ----------- |
| Aprilia Racing Team Gresini Aprilia Factory Racing               | Aprilia    | Aprilia RS-GP           | 29  | Andrea Iannone    | alle        |
| Aprilia Racing Team Gresini Aprilia Factory Racing               | Aprilia    | Aprilia RS-GP           | 41  | Aleix Espargaró   | alle        |
| Aprilia Racing Team Gresini Aprilia Factory Racing               | Aprilia    | Aprilia RS-GP           | 38  | Bradley Smith     | 1, 4, 7, 14 |
| Mission Winnow Ducati Ducati Team                                | Ducati     | Ducati Desmosedici GP19 | 04  | Andrea Dovizioso  | alle        |
| Mission Winnow Ducati Ducati Team                                | Ducati     | Ducati Desmosedici GP19 | 9   | Danilo Petrucci   | alle        |
| Mission Winnow Ducati Ducati Team                                | Ducati     | Ducati Desmosedici GP19 | 51  | Michele Pirro     | 6, 13, 19   |
| Alma Pramac Racing Lamborghini Pramac Racing FIAMM Pramac Racing | Ducati     | Ducati Desmosedici GP19 | 43  | Jack Miller       | alle        |
| Alma Pramac Racing Lamborghini Pramac Racing FIAMM Pramac Racing | Ducati     | Ducati Desmosedici GP18 | 63  | Francesco Bagnaia | alle        |
| Reale Avintia Racing                                             | Ducati     | Ducati Desmosedici GP18 | 17  | Karel Abraham     | alle        |
| Reale Avintia Racing                                             | Ducati     | Ducati Desmosedici GP18 | 53  | Esteve Rabat      | 1–17, 19    |
| Repsol Honda Team                                                | Honda      | Honda RC213V 2019       | 93  | Marc Márquez      | alle        |
| Repsol Honda Team                                                | Honda      | Honda RC213V 2019       | 99  | Jorge Lorenzo     | 1–8, 12–19  |
| Repsol Honda Team                                                | Honda      | Honda RC213V 2019       | 6   | Stefan Bradl      | 9–11        |
| Team HRC                                                         | Honda      | Honda RC213V 2019       | 6   | Stefan Bradl      | 4           |
| LCR Honda Castrol LCR Honda Idemitsu                             | Honda      | Honda RC213V 2019       | 35  | Cal Crutchlow     | alle        |
| LCR Honda Castrol LCR Honda Idemitsu                             | Honda      | Honda RC213V 2018       | 30  | Takaaki Nakagami  | 1–16        |
| LCR Honda Castrol LCR Honda Idemitsu                             | Honda      | Honda RC213V 2018       | 5   | Johann Zarco      | 17–19       |
| Red Bull KTM Factory Racing                                      | KTM        | KTM RC16                | 5   | Johann Zarco      | 1–13        |
| Red Bull KTM Factory Racing                                      | KTM        | KTM RC16                | 82  | Mika Kallio       | 14–19       |
| Red Bull KTM Factory Racing                                      | KTM        | KTM RC16                | 44  | Pol Espargaró     | alle        |
| Red Bull KTM Tech3                                               | KTM        | KTM RC16                | 55  | Hafizh Syahrin    | alle        |
| Red Bull KTM Tech3                                               | KTM        | KTM RC16                | 88  | Miguel Oliveira   | 1–18        |
| Red Bull KTM Tech3                                               | KTM        | KTM RC16                | 27  | Iker Lecuona      | 19          |
| Team SUZUKI ECSTAR                                               | Suzuki     | Suzuki GSX-RR           | 36  | Joan Mir          | 1–10, 13–19 |
| Team SUZUKI ECSTAR                                               | Suzuki     | Suzuki GSX-RR           | 50  | Sylvain Guintoli  | 12          |
| Team SUZUKI ECSTAR                                               | Suzuki     | Suzuki GSX-RR           | 42  | Álex Rins         | alle        |
| Team SUZUKI ECSTAR                                               | Suzuki     | Suzuki GSX-RR           | 50  | Sylvain Guintoli  | 7, 10, 16   |
| Monster Energy Yamaha MotoGP                                     | Yamaha     | Yamaha YZR-M1           | 12  | Maverick Viñales  | alle        |
| Monster Energy Yamaha MotoGP                                     | Yamaha     | Yamaha YZR-M1           | 46  | Valentino Rossi   | alle        |
| Petronas Yamaha SRT                                              | Yamaha     | Yamaha YZR-M1           | 20  | Fabio Quartararo  | alle        |
| Petronas Yamaha SRT                                              | Yamaha     | Yamaha YZR-M1           | 21  | Franco Morbidelli | alle        |
| Quelle:                                                          |            |                         |     |                   |             |

| Legende         |
| --------------- |
| Stammfahrer     |
| Wildcard-Fahrer |
| Ersatzfahrer    |

### Rennergebnisse
| #  | Datum  | Rennen                | Strecke             | Platz 1          | Platz 2          | Platz 3          | Pole-Position    | Schn. Rennrunde  | Gesamtführung    | Gesamtführung         | Gesamtführung |
| #  | Datum  | Rennen                | Strecke             | Platz 1          | Platz 2          | Platz 3          | Pole-Position    | Schn. Rennrunde  | Fahrer           | Team                  | Konstrukteur  |
| -- | ------ | --------------------- | ------------------- | ---------------- | ---------------- | ---------------- | ---------------- | ---------------- | ---------------- | --------------------- | ------------- |
| 1  | 10.03. | GP von Katar          | Losail              | Andrea Dovizioso | Marc Márquez     | Cal Crutchlow    | Maverick Viñales | Fabio Quartararo | Andrea Dovizioso | Mission Winnow Ducati | Ducati        |
| 2  | 31.03. | GP von Argentinien    | Termas de Río Hondo | Marc Márquez     | Valentino Rossi  | Andrea Dovizioso | Marc Márquez     | Marc Márquez     | Marc Márquez     | Mission Winnow Ducati | Honda         |
| 3  | 14.04. | GP of The Americas    | Austin              | Álex Rins        | Valentino Rossi  | Jack Miller      | Marc Márquez     | Marc Márquez     | Andrea Dovizioso | Mission Winnow Ducati | Ducati        |
| 4  | 05.05. | GP von Spanien        | Jerez               | Marc Márquez     | Álex Rins        | Maverick Viñales | Fabio Quartararo | Marc Márquez     | Marc Márquez     | Mission Winnow Ducati | Honda         |
| 5  | 19.05. | GP von Frankreich     | Le Mans             | Marc Márquez     | Andrea Dovizioso | Danilo Petrucci  | Marc Márquez     | Fabio Quartararo | Marc Márquez     | Mission Winnow Ducati | Honda         |
| 6  | 02.06. | GP von Italien        | Mugello             | Danilo Petrucci  | Marc Márquez     | Andrea Dovizioso | Marc Márquez     | Jack Miller      | Marc Márquez     | Mission Winnow Ducati | Honda         |
| 7  | 16.06. | GP von Katalonien     | Catalunya           | Marc Márquez     | Fabio Quartararo | Danilo Petrucci  | Fabio Quartararo | Marc Márquez     | Marc Márquez     | Mission Winnow Ducati | Honda         |
| 8  | 30.06. | Dutch TT              | Assen               | Maverick Viñales | Marc Márquez     | Fabio Quartararo | Fabio Quartararo | Marc Márquez     | Marc Márquez     | Mission Winnow Ducati | Honda         |
| 9  | 07.07. | GP von Deutschland    | Sachsenring         | Marc Márquez     | Maverick Viñales | Cal Crutchlow    | Marc Márquez     | Marc Márquez     | Marc Márquez     | Mission Winnow Ducati | Honda         |
| 10 | 04.08. | GP von Tschechien     | Brünn               | Marc Márquez     | Andrea Dovizioso | Jack Miller      | Marc Márquez     | Álex Rins        | Marc Márquez     | Mission Winnow Ducati | Honda         |
| 11 | 11.08. | GP von Österreich     | Red Bull Ring       | Andrea Dovizioso | Marc Márquez     | Fabio Quartararo | Marc Márquez     | Andrea Dovizioso | Marc Márquez     | Mission Winnow Ducati | Honda         |
| 12 | 25.08. | GP von Großbritannien | Silverstone         | Álex Rins        | Marc Márquez     | Maverick Viñales | Marc Márquez     | Marc Márquez     | Marc Márquez     | Mission Winnow Ducati | Honda         |
| 13 | 15.09. | GP von San Marino     | Misano              | Marc Márquez     | Fabio Quartararo | Maverick Viñales | Maverick Viñales | Marc Márquez     | Marc Márquez     | Mission Winnow Ducati | Honda         |
| 14 | 22.09. | GP von Aragonien      | Aragón              | Marc Márquez     | Andrea Dovizioso | Jack Miller      | Marc Márquez     | Marc Márquez     | Marc Márquez     | Mission Winnow Ducati | Honda         |
| 15 | 06.10. | GP von Thailand       | Buri Ram            | Marc Márquez     | Fabio Quartararo | Maverick Viñales | Fabio Quartararo | Marc Márquez     | Marc Márquez     | Mission Winnow Ducati | Honda         |
| 16 | 20.10. | GP von Japan          | Motegi              | Marc Márquez     | Fabio Quartararo | Andrea Dovizioso | Marc Márquez     | Marc Márquez     | Marc Márquez     | Mission Winnow Ducati | Honda         |
| 17 | 27.10. | GP von Australien     | Phillip Island      | Marc Márquez     | Cal Crutchlow    | Jack Miller      | Maverick Viñales | Maverick Viñales | Marc Márquez     | Mission Winnow Ducati | Honda         |
| 18 | 03.11. | GP von Malaysia       | Sepang              | Maverick Viñales | Marc Márquez     | Andrea Dovizioso | Fabio Quartararo | Valentino Rossi  | Marc Márquez     | Mission Winnow Ducati | Honda         |
| 19 | 17.11. | GP von Valencia       | Valencia            | Marc Márquez     | Fabio Quartararo | Jack Miller      | Fabio Quartararo | Marc Márquez     | Marc Márquez     | Repsol Honda Team     | Honda         |

### Fahrerwertung
| Pos. | Fahrer            | Maschine | Team                         | QAT | ARG | AME | ESP | FRA | ITA | CAT | NED | DEU | CZE | AUT | GBR | RSM | ARA | THA | JPN | AUS | MAS | VAL | Gesamt- punkte |
| ---- | ----------------- | -------- | ---------------------------- | --- | --- | --- | --- | --- | --- | --- | --- | --- | --- | --- | --- | --- | --- | --- | --- | --- | --- | --- | -------------- |
| 1    | Marc Márquez      | Honda    | Repsol Honda Team            | 2   | 1   | DNF | 1   | 1   | 2   | 1   | 2   | 1   | 1   | 2   | 2   | 1   | 1   | 1   | 1   | 1   | 2   | 1   | 420            |
| 2    | Andrea Dovizioso  | Ducati   | Mission Winnow Ducati Team   | 1   | 3   | 4   | 4   | 2   | 3   | DNF | 4   | 5   | 2   | 1   | DNF | 6   | 2   | 4   | 3   | 7   | 3   | 4   | 269            |
| 3    | Maverick Viñales  | Yamaha   | Monster Energy Yamaha MotoGP | 7   | DNF | 11  | 3   | DNF | 6   | DNF | 1   | 2   | 10  | 5   | 3   | 3   | 4   | 3   | 4   | DNF | 1   | 6   | 211            |
| 4    | Álex Rins         | Suzuki   | Team Suzuki Ecstar           | 4   | 5   | 1   | 2   | 10  | 4   | 4   | DNF | DNF | 4   | 6   | 1   | DNF | 9   | 5   | 7   | 9   | 5   | 5   | 205            |
| 5    | Fabio Quartararo  | Yamaha   | Petronas SRT                 | 16  | 8   | 7   | DNF | 8   | 10  | 2   | 3   | DNF | 7   | 3   | DNF | 2   | 5   | 2   | 2   | DNF | 7   | 2   | 192            |
| 6    | Danilo Petrucci   | Ducati   | Mission Winnow Ducati Team   | 6   | 6   | 6   | 5   | 3   | 1   | 3   | 6   | 4   | 8   | 9   | 7   | 10  | 12  | 9   | 9   | DNF | 9   | DNF | 176            |
| 7    | Valentino Rossi   | Yamaha   | Monster Energy Yamaha MotoGP | 5   | 2   | 2   | 6   | 5   | DNF | DNF | DNF | 8   | 6   | 4   | 4   | 4   | 8   | 8   | DNF | 8   | 4   | 8   | 174            |
| 8    | Jack Miller       | Ducati   | Pramac Racing                | DNF | 4   | 3   | DNF | 4   | DNF | 5   | 9   | 6   | 3   | DNF | 8   | 9   | 3   | 14  | 10  | 3   | 8   | 3   | 165            |
| 9    | Cal Crutchlow     | Honda    | LCR Honda Castrol            | 3   | 13  | DNF | 8   | 9   | 8   | DNF | 7   | 3   | 5   | DNF | 6   | DNF | 6   | 12  | 5   | 2   | DNF | DNF | 133            |
| 10   | Franco Morbidelli | Yamaha   | Petronas SRT                 | 11  | DNF | 5   | 7   | 7   | DNF | DNF | 5   | 9   | DNF | 10  | 5   | 5   | DNF | 6   | 6   | 11  | 6   | DNF | 115            |
| 11   | Pol Espargaró     | KTM      | Red Bull KTM Factory Racing  | 12  | 10  | 8   | 13  | 6   | 9   | 7   | 11  | 12  | 11  | DNF | 9   | 7   | DNS | 13  | 11  | 12  | 11  | 10  | 100            |
| 12   | Joan Mir          | Suzuki   | Team Suzuki Ecstar           | 8   | DNF | 17  | DNF | 16  | 12  | 6   | 8   | 7   | DNF | INJ | INJ | 8   | 14  | 7   | 8   | 5   | 10  | 7   | 92             |
| 13   | Takaaki Nakagami  | Honda    | LCR Honda Idemitsu           | 9   | 7   | 10  | 9   | DNF | 5   | 8   | DNF | 14  | 9   | 11  | 17  | 18  | 10  | 10  | 16  | INJ | INJ | INJ | 74             |
| 14   | Aleix Espargaró   | Aprilia  | Aprilia Racing Team Gresini  | 10  | 9   | DNF | 11  | 12  | 11  | DNF | 12  | DNF | 18  | 14  | DNF | 12  | 7   | DNF | 15  | 10  | 13  | 9   | 63             |
| 15   | Francesco Bagnaia | Ducati   | Pramac Racing                | DNF | 14  | 9   | DNF | DNF | DNF | DNF | 14  | 17  | 12  | 7   | 11  | DNF | 16  | 11  | 13  | 4   | 12  | DNS | 54             |
| 16   | Andrea Iannone    | Aprilia  | Aprilia Racing Team Gresini  | 14  | 17  | 12  | DNS | DNF | 15  | 11  | 10  | 13  | 17  | 16  | 10  | DNS | 11  | 15  | DNF | 6   | DSQ | DSQ | 43             |
| 17   | Miguel Oliveira   | KTM      | Red Bull Tech 3              | 17  | 11  | 14  | 18  | 15  | 16  | 12  | 13  | 18  | 13  | 8   | DNF | 16  | 13  | 16  | 12  | DNS | DNS | INJ | 33             |
| 18   | Johann Zarco      | KTM      | Red Bull KTM Factory Racing  | 15  | 15  | 13  | 14  | 13  | 17  | 10  | DNF | DNF | 14  | 12  | DNF | 11  |     |     |     |     |     |     | 30             |
| 18   | Johann Zarco      | Honda    | LCR Honda Idemitsu           |     |     |     |     |     |     |     |     |     |     |     |     |     |     |     |     | 13  | DNF | DNF | 30             |
| 19   | Jorge Lorenzo     | Honda    | Repsol Honda Team            | 13  | 12  | DNF | 12  | 11  | 13  | DNF | DNS | INJ | INJ | INJ | 14  | 14  | 20  | 18  | 17  | 16  | 14  | 13  | 28             |
| 20   | Esteve Rabat      | Ducati   | Reale Avintia Racing         | 19  | DNF | 15  | 15  | DNF | DNF | 9   | 16  | 11  | 16  | DNF | 16  | 13  | 15  | 17  | DNS | DNF |     | 11  | 23             |
| 21   | Stefan Bradl      | Honda    | Repsol Honda Team            |     |     |     | 10  |     |     |     |     | 10  | 15  | 13  |     |     |     |     |     |     |     |     | 16             |
| 22   | Michele Pirro     | Ducati   | Ducati Team                  |     |     |     |     |     | 7   |     |     |     |     |     |     | DNF |     |     |     |     |     | DNF | 9              |
| 23   | Hafizh Syahrin    | KTM      | Red Bull Tech 3              | 20  | 16  | 18  | 19  | 14  | DNF | DNF | 15  | 16  | DNF | DNF | 13  | 15  | 21  | 20  | 19  | 15  | 16  | 15  | 9              |
| 24   | Karel Abraham     | Ducati   | Reale Avintia Racing         | 18  | DNF | 16  | 16  | DSQ | 14  | DNF | 17  | 15  | 19  | 15  | 15  | 17  | 18  | 19  | 18  | 14  | 17  | 14  | 9              |
| 25   | Sylvain Guintoli  | Suzuki   | Team Suzuki Ecstar           |     |     |     |     |     |     | 13  |     |     | 20  |     | 12  |     |     |     | 20  |     |     |     | 7              |
| 26   | Mika Kallio       | KTM      | Red Bull KTM Factory Racing  |     |     |     |     |     |     |     |     |     |     |     |     |     | 17  | DNF | 14  | DNF | 15  | 12  | 7              |
|      | Bradley Smith     | Aprilia  | Aprilia Factory Racing       | DNF |     |     | 17  |     |     | DNF |     |     |     |     |     |     | 19  |     |     |     |     |     | 0              |
|      | Iker Lecuona      | KTM      | Red Bull Tech 3              |     |     |     |     |     |     |     |     |     |     |     |     |     |     |     |     |     |     | DNF | 0              |
| Pos. | Fahrer            | Maschine | Team                         | QAT | ARG | AME | ESP | FRA | ITA | CAT | NED | DEU | CZE | AUT | GBR | RSM | ARA | THA | JPN | AUS | MAS | VAL | Gesamt- punkte |

| Farbe         | Bedeutung                               |
| ------------- | --------------------------------------- |
| Gold          | Sieger                                  |
| Silber        | 2. Platz                                |
| Bronze        | 3. Platz                                |
| Grün          | Platzierung in den Punkten              |
| Blau          | Klassifiziert außerhalb der Punkteränge |
| Violett       | Rennen nicht beendet (DNF)              |
| Violett       | nicht klassifiziert (NC)                |
| Rot           | nicht qualifiziert (DNQ)                |
| Schwarz       | disqualifiziert (DSQ)                   |
| Weiß          | nicht am Start (DNS)                    |
| Weiß          | zurückgezogen (WD)                      |
| Weiß          | Rennen abgesagt (C)                     |
| ohne Farbe    | nicht am Training teilgenommen (DNP)    |
| ohne Farbe    | verletzt oder krank (INJ)               |
| ohne Farbe    | ausgeschlossen (EX)                     |
| ohne Farbe    | nicht erschienen (DNA)                  |
| fett          | Pole-Position                           |
| kursiv        | Schnellste Rennrunde                    |
| unterstrichen | WM-Führung                              |
| hochgestellt  | Platzierung im Sprintrennen             |

## Moto2-Klasse

### Teams und Fahrer
Die Auflistung der Teams und Fahrer entspricht der offiziellen Starterliste der FIM. Ersatz- und Wildcardfahrer sind in dieser Übersicht gesondert gekennzeichnet.
| Nr. | Fahrer                | Nation         | Team                          | Motorrad  |
| --- | --------------------- | -------------- | ----------------------------- | --------- |
| 2   | Jesko Raffin          | Schweiz        | NTS RW Racing GP              | NTS       |
| 2   | Jesko Raffin          | Schweiz        | Dynavolt Intact GP            | Kalex     |
| 3   | Lukas Tulovic         | Deutschland    | Kiefer Racing                 | KTM       |
| 4   | Steven Odendaal       | Südafrika      | NTS RW Racing GP              | NTS       |
| 5   | Andrea Locatelli      | Italien        | Italtrans Racing Team         | Kalex     |
| 6   | Gabriele Ruiu         | Italien        | MV Augusta Idealavoro Forward | MV Agusta |
| 6   | Gabriele Ruiu         | Italien        | Tasca Racing Scuderia Moto2   | Kalex     |
| 7   | Lorenzo Baldassarri   | Italien        | Flexbox HP40                  | Kalex     |
| 9   | Jorge Navarro         | Spanien        | Speed Up Racing               | Speed Up  |
| 10  | Luca Marini           | Italien        | SKY Racing Team VR46          | Kalex     |
| 11  | Nicolò Bulega         | Italien        | SKY Racing Team VR46          | Kalex     |
| 12  | Thomas Lüthi          | Schweiz        | Dynavolt Intact GP            | Kalex     |
| 16  | Joe Roberts           | USA            | monday.com American Racing    | KTM       |
| 18  | Xavier Cardelús       | Andorra        | Sama Qatar Ángel Nieto Team   | KTM       |
| 19  | Teppei Nagoe          | Japan          | IDEMITSU Honda Team Asia      | Kalex     |
| 20  | Dimas Ekky Pratama    | Indonesien     | IDEMITSU Honda Team Asia      | Kalex     |
| 21  | Fabio Di Giannantonio | Italien        | Speed Up Racing               | Speed Up  |
| 22  | Sam Lowes             | Großbritannien | Federal Oil Gresini Moto2     | Kalex     |
| 23  | Marcel Schrötter      | Deutschland    | Dynavolt Intact GP            | Kalex     |
| 24  | Simone Corsi          | Italien        | Tasca Racing Scuderia Moto2   | Kalex     |
| 24  | Simone Corsi          | Italien        | NTS RW Racing GP              | NTS       |
| 27  | Iker Lecuona          | Spanien        | monday.com American Racing    | KTM       |
| 31  | Gerry Salim           | Indonesien     | IDEMITSU Honda Team Asia      | Kalex     |
| 33  | Enea Bastianini       | Italien        | Italtrans Racing Team         | Kalex     |
| 35  | Somkiat Chantra       | Thailand       | IDEMITSU Honda Team Asia      | Kalex     |
| 36  | Andi Farid Izdihar    | Indonesien     | IDEMITSU Honda Team Asia      | Kalex     |
| 38  | Bradley Smith         | Großbritannien | Petronas Sprinta Racing       | Kalex     |
| 40  | Augusto Fernández     | Spanien        | Flexbox HP40                  | Kalex     |
| 41  | Brad Binder           | Südafrika      | Red Bull KTM Ajo              | KTM       |
| 45  | Tetsuta Nagashima     | Japan          | ONEXOX TKKR SAG Team          | Kalex     |
| 47  | Adam Norrodin         | Malaysia       | Petronas Sprinta Racing       | Kalex     |
| 54  | Mattia Pasini         | Italien        | Flexbox HP40                  | Kalex     |
| 54  | Mattia Pasini         | Italien        | Sama Qatar Ángel Nieto Team   | KTM       |
| 54  | Mattia Pasini         | Italien        | Petronas Sprinta Racing       | Kalex     |
| 54  | Mattia Pasini         | Italien        | Tasca Racing Scuderia Moto2   | Kalex     |
| 62  | Stefano Manzi         | Italien        | MV Augusta Idealavoro Forward | MV Agusta |
| 64  | Bo Bendsneyder        | Niederlande    | NTS RW Racing GP              | NTS       |
| 65  | Philipp Öttl          | Deutschland    | Red Bull KTM Tech 3           | KTM       |
| 69  | Sean Dylan Kelly      | USA            | monday.com American Racing    | KTM       |
| 70  | Tommaso Marcon        | Italien        | NTS RW Racing GP              | NTS       |
| 72  | Marco Bezzecchi       | Italien        | Red Bull KTM Tech 3           | KTM       |
| 73  | Álex Márquez          | Spanien        | EG 0,0 Marc VDS               | Kalex     |
| 77  | Dominique Aegerter    | Schweiz        | MV Augusta Idealavoro Forward | MV Agusta |
| 87  | Remy Gardner          | Australien     | ONEXOX TKKR SAG Team          | Kalex     |
| 88  | Jorge Martín          | Spanien        | Red Bull KTM Ajo              | KTM       |
| 89  | Khairul Idham Pawi    | Malaysia       | Petronas Sprinta Racing       | Kalex     |
| 94  | Jonas Folger          | Deutschland    | Petronas Sprinta Racing       | Kalex     |
| 96  | Jake Dixon            | Großbritannien | Sama Qatar Ángel Nieto Team   | KTM       |
| 97  | Xavi Vierge           | Spanien        | EG 0,0 Marc VDS               | Kalex     |

| Legende         |
| --------------- |
| Stammfahrer     |
| Wildcard-Fahrer |
| Ersatzfahrer    |

### Rennergebnisse
| #  | Datum  | Rennen                | Strecke             | Platz 1             | Platz 2               | Platz 3           | Pole-Position         | Schn. Rennrunde     | Gesamtführung       | Gesamtführung      | Gesamtführung |
| #  | Datum  | Rennen                | Strecke             | Platz 1             | Platz 2               | Platz 3           | Pole-Position         | Schn. Rennrunde     | Fahrer              | Team               | Konstrukteur  |
| -- | ------ | --------------------- | ------------------- | ------------------- | --------------------- | ----------------- | --------------------- | ------------------- | ------------------- | ------------------ | ------------- |
| 1  | 10.03. | GP von Katar          | Losail              | Lorenzo Baldassarri | Thomas Lüthi          | Marcel Schrötter  | Marcel Schrötter      | Thomas Lüthi        | Lorenzo Baldassarri | Flexbox HP40       | Kalex         |
| 2  | 31.03. | GP von Argentinien    | Termas de Río Hondo | Lorenzo Baldassarri | Remy Gardner          | Álex Márquez      | Xavi Vierge           | Remy Gardner        | Lorenzo Baldassarri | Flexbox HP40       | Kalex         |
| 3  | 14.04. | GP of The Americas    | Austin              | Thomas Lüthi        | Marcel Schrötter      | Jorge Navarro     | Marcel Schrötter      | Thomas Lüthi        | Lorenzo Baldassarri | Dynavolt Intact GP | Kalex         |
| 4  | 05.05. | GP von Spanien        | Jerez               | Lorenzo Baldassarri | Jorge Navarro         | Augusto Fernández | Jorge Navarro         | Lorenzo Baldassarri | Lorenzo Baldassarri | Flexbox HP40       | Kalex         |
| 5  | 19.05. | GP von Frankreich     | Le Mans             | Álex Márquez        | Jorge Navarro         | Augusto Fernández | Jorge Navarro         | Jorge Navarro       | Lorenzo Baldassarri | Flexbox HP40       | Kalex         |
| 6  | 02.06. | GP von Italien        | Mugello             | Álex Márquez        | Luca Marini           | Thomas Lüthi      | Marcel Schrötter      | Álex Márquez        | Lorenzo Baldassarri | Flexbox HP40       | Kalex         |
| 7  | 16.06. | GP von Katalonien     | Catalunya           | Álex Márquez        | Thomas Lüthi          | Jorge Navarro     | Augusto Fernández     | Álex Márquez        | Álex Márquez        | Dynavolt Intact GP | Kalex         |
| 8  | 30.06. | Dutch TT              | Assen               | Augusto Fernández   | Brad Binder           | Luca Marini       | Remy Gardner          | Augusto Fernández   | Thomas Lüthi        | Dynavolt Intact GP | Kalex         |
| 9  | 07.07. | GP von Deutschland    | Sachsenring         | Álex Márquez        | Brad Binder           | Marcel Schrötter  | Álex Márquez          | Álex Márquez        | Álex Márquez        | Dynavolt Intact GP | Kalex         |
| 10 | 04.08. | GP von Tschechien     | Brünn               | Álex Márquez        | Fabio Di Giannantonio | Enea Bastianini   | Álex Márquez          | Álex Márquez        | Álex Márquez        | Dynavolt Intact GP | Kalex         |
| 11 | 11.08. | GP von Österreich     | Red Bull Ring       | Brad Binder         | Álex Márquez          | Jorge Navarro     | Tetsuta Nagashima     | Luca Marini         | Álex Márquez        | Dynavolt Intact GP | Kalex         |
| 12 | 25.08. | GP von Großbritannien | Silverstone         | Augusto Fernández   | Jorge Navarro         | Brad Binder       | Álex Márquez          | Augusto Fernández   | Álex Márquez        | Flexbox HP40       | Kalex         |
| 13 | 15.09. | GP von San Marino     | Misano              | Augusto Fernández   | Fabio Di Giannantonio | Álex Márquez      | Fabio di Giannantonio | Augusto Fernández   | Álex Márquez        | Flexbox HP40       | Kalex         |
| 14 | 22.09. | GP von Aragonien      | Aragón              | Brad Binder         | Jorge Navarro         | Álex Márquez      | Álex Márquez          | Jorge Navarro       | Álex Márquez        | Flexbox HP40       | Kalex         |
| 15 | 06.10. | GP von Thailand       | Buri Ram            | Luca Marini         | Brad Binder           | Iker Lecuona      | Álex Márquez          | Luca Marini         | Álex Márquez        | Flexbox HP40       | Kalex         |
| 16 | 20.10. | GP von Japan          | Motegi              | Luca Marini         | Thomas Lüthi          | Jorge Martín      | Luca Marini           | Luca Marini         | Álex Márquez        | Flexbox HP40       | Kalex         |
| 17 | 27.10. | GP von Australien     | Phillip Island      | Brad Binder         | Jorge Martín          | Thomas Lüthi      | Jorge Navarro         | Thomas Lüthi        | Álex Márquez        | Flexbox HP40       | Kalex         |
| 18 | 03.11. | GP von Malaysia       | Sepang              | Brad Binder         | Álex Márquez          | Thomas Lüthi      | Álex Márquez          | Álex Márquez        | Álex Márquez        | Flexbox HP40       | Kalex         |
| 19 | 17.11. | GP von Valencia       | Valencia            | Brad Binder         | Thomas Lüthi          | Jorge Navarro     | Jorge Navarro         | Thomas Lüthi        | Álex Márquez        | Flexbox HP40       | Kalex         |

## Moto3-Klasse

### Teams und Fahrer
Die Auflistung der Teams und Fahrer entspricht der offiziellen Starterliste der FIM. Ersatz- und Wildcardfahrer sind in dieser Übersicht gesondert gekennzeichnet.
| Nr. | Fahrer               | Nation         | Team                        | Motorrad  |
| --- | -------------------- | -------------- | --------------------------- | --------- |
| 3   | Kevin Zannoni        | Italien        | RGR TM Official Team        | TM Racing |
| 3   | Kevin Zannoni        | Italien        | SIC58 Squadra Corse         | Honda     |
| 4   | Xavier Artigas       | Japan          | Leopard Racing              | Honda     |
| 5   | Jaume Masiá          | Spanien        | Bester Capital Dubai        | KTM       |
| 6   | Ryusei Yamanaka      | Japan          | Estrella Galicia 0,0        | Honda     |
| 6   | Ryusei Yamanaka      | Japan          | Estrella Galicia 0,0        | Honda     |
| 7   | Dennis Foggia        | Italien        | SKY Racing Team VR46        | KTM       |
| 9   | Yanni Shaw           | Australien     | Double Six Motor Sport      | Kalex KTM |
| 10  | José Julián García   | Spanien        | VNE Snipers                 | Honda     |
| 11  | Sergio García        | Spanien        | Estrella Galicia 0,0        | Honda     |
| 12  | Filip Salač          | Tschechien     | Redox PrüstelGP             | KTM       |
| 13  | Celestino Vietti     | Italien        | SKY Racing Team VR46        | KTM       |
| 14  | Tony Arbolino        | Italien        | VNE Snipers                 | Honda     |
| 15  | Rogan Chandler       | Neuseeland     | Double Six Motor Sport      | Kalex KTM |
| 16  | Andrea Migno         | Italien        | Bester Capital Dubai        | KTM       |
| 17  | John McPhee          | Großbritannien | Petronas Sprinta Racing     | Honda     |
| 18  | Ryan van de Lagemaat | Niederlande    | Qnium Racing                | KTM       |
| 19  | Gabriel Rodrigo      | Argentinien    | Kömmerling Gresini Moto3    | Honda     |
| 20  | Elia Bartolini       | San Marino     | SKY Racing Team VR46        | KTM       |
| 21  | Alonso López         | Spanien        | Estrella Galicia 0,0        | Honda     |
| 22  | Kazuki Masaki        | Japan          | Boe Skull Rider Mugen Race  | KTM       |
| 23  | Niccolò Antonelli    | Italien        | SIC58 Squadra Corse         | Honda     |
| 24  | Tatsuki Suzuki       | Japan          | SIC58 Squadra Corse         | Honda     |
| 25  | Raúl Fernández       | Spanien        | Sama Qatar Angel Nieto Team | KTM       |
| 27  | Kaito Toba           | Japan          | Honda Team Asia             | Honda     |
| 28  | Dirk Geiger          | Deutschland    | Kiefer Racing               | KTM       |
| 31  | Gerry Salim          | Indonesien     | Honda Team Asia             | Honda     |
| 32  | Davide Pizzoli       | Italien        | SIC58 Squadra Corse         | Honda     |
| 36  | Sho Hasegawa         | Japan          | Team Anija Club Y's         | Honda     |
| 40  | Darryn Binder        | Südafrika      | CIP Green Power             | KTM       |
| 42  | Marcos Ramírez       | Spanien        | Leopard Racing              | Honda     |
| 44  | Arón Canet           | Spanien        | Sterilgarda Max Racing Team | KTM       |
| 48  | Lorenzo Dalla Porta  | Italien        | Leopard Racing              | Honda     |
| 52  | Jeremy Alcoba        | Spanien        | Kömmerling Gresini Moto3    | Honda     |
| 53  | Deniz Öncü           | Türkei         | Red Bull KTM Ajo            | KTM       |
| 53  | Deniz Öncü           | Türkei         | Red Bull KTM Ajo            | KTM       |
| 54  | Riccardo Rossi       | Italien        | Kömmerling Gresini Moto3    | Honda     |
| 55  | Romano Fenati        | Italien        | VNE Snipers                 | Honda     |
| 61  | Can Öncü             | Türkei         | Red Bull KTM Ajo            | KTM̟       |
| 67  | Gerard Riu           | Spanien        | Baiko Racing Team           | KTM       |
| 69  | Tom Booth-Amos       | Großbritannien | CIP Green Power             | KTM       |
| 71  | Ayumu Sasaki         | Japan          | Petronas Sprinta Racing     | Honda     |
| 75  | Albert Arenas        | Spanien        | Sama Qatar Angel Nieto Team | KTM       |
| 76  | Makar Jurtschenko    | Kasachstan     | Boe Skull Rider Mugen Race  | KTM       |
| 77  | Vicente Pérez        | Spanien        | Reale Avintia Academy       | KTM       |
| 79  | Ai Ogura             | Japan          | Honda Team Asia             | Honda     |
| 81  | Aleix Viu            | Spanien        | Sama Qatar Ángel Nieto Team | KTM       |
| 82  | Stefano Nepa         | Italien        | Reale Avintia Academy       | KTM       |
| 83  | Meikon Kawakami      | Brasilien      | Reale Avintia Academy       | KTM       |
| 84  | Jakub Kornfeil       | Tschechien     | Redox PrüstelGP             | KTM       |
| 96  | Brandon Paasch       | USA            | FPW Racing                  | KTM       |
| 99  | Carlos Tatay         | Spanien        | Reale Avintia Academy       | KTM       |

| Legende         |
| --------------- |
| Stammfahrer     |
| Wildcard-Fahrer |
| Ersatzfahrer    |

### Rennergebnisse
| #  | Datum  | Rennen                | Strecke             | Platz 1             | Platz 2             | Platz 3             | Pole-Position       | Schn. Rennrunde     | Gesamtführung       | Gesamtführung        | Gesamtführung |
| #  | Datum  | Rennen                | Strecke             | Platz 1             | Platz 2             | Platz 3             | Pole-Position       | Schn. Rennrunde     | Fahrer              | Team                 | Konstrukteur  |
| -- | ------ | --------------------- | ------------------- | ------------------- | ------------------- | ------------------- | ------------------- | ------------------- | ------------------- | -------------------- | ------------- |
| 1  | 10.03. | GP von Katar          | Losail              | Kaito Toba          | Lorenzo Dalla Porta | Arón Canet          | Arón Canet          | Romano Fenati       | Kaito Toba          | Leopard Racing       | Honda         |
| 2  | 31.03. | GP von Argentinien    | Termas de Río Hondo | Jaume Masiá         | Darryn Binder       | Tony Arbolino       | Jaume Masiá         | Gabriel Rodrigo     | Kaito Toba          | Leopard Racing       | KTM           |
| 3  | 14.04. | GP of The Americas    | Austin              | Arón Canet          | Jaume Masiá         | Andrea Migno        | Niccolò Antonelli   | Alonso López        | Jaume Masiá         | Bester Capital Dubai | KTM           |
| 4  | 05.05. | GP von Spanien        | Jerez               | Niccolò Antonelli   | Tatsuki Suzuki      | Celestino Vietti    | Lorenzo Dalla Porta | John McPhee         | Arón Canet          | SIC58 Squadra Corse  | KTM           |
| 5  | 19.05. | GP von Frankreich     | Le Mans             | John McPhee         | Lorenzo Dalla Porta | Arón Canet          | John McPhee         | Jaume Masiá         | Arón Canet          | Bester Capital Dubai | Honda         |
| 6  | 02.06. | GP von Italien        | Mugello             | Tony Arbolino       | Lorenzo Dalla Porta | Jaume Masiá         | Tony Arbolino       | Niccolò Antonelli   | Arón Canet          | Bester Capital Dubai | Honda         |
| 7  | 16.06. | GP von Katalonien     | Catalunya           | Marcos Ramírez      | Arón Canet          | Celestino Vietti    | Gabriel Rodrigo     | Kaito Toba          | Arón Canet          | Leopard Racing       | Honda         |
| 8  | 30.06. | Dutch TT              | Assen               | Tony Arbolino       | Lorenzo Dalla Porta | Jakub Kornfeil      | Niccolò Antonelli   | Dennis Foggia       | Arón Canet          | Leopard Racing       | Honda         |
| 9  | 07.07. | GP von Deutschland    | Sachsenring         | Lorenzo Dalla Porta | Marcos Ramírez      | Arón Canet          | Ayumu Sasaki        | Can Öncü            | Lorenzo Dalla Porta | Leopard Racing       | Honda         |
| 10 | 04.08. | GP von Tschechien     | Brünn               | Arón Canet          | Lorenzo Dalla Porta | Tony Arbolino       | Tony Arbolino       | Niccolò Antonelli   | Arón Canet          | Leopard Racing       | Honda         |
| 11 | 11.08. | GP von Österreich     | Red Bull Ring       | Romano Fenati       | Tony Arbolino       | John McPhee         | Romano Fenati       | Celestino Vietti    | Lorenzo Dalla Porta | Leopard Racing       | Honda         |
| 12 | 25.08. | GP von Großbritannien | Silverstone         | Marcos Ramírez      | Tony Arbolino       | Lorenzo Dalla Porta | Tony Arbolino       | Tatsuki Suzuki      | Lorenzo Dalla Porta | Leopard Racing       | Honda         |
| 13 | 15.09. | GP von San Marino     | Misano              | Tatsuki Suzuki      | John McPhee         | Tony Arbolino       | Tatsuki Suzuki      | Andrea Migno        | Lorenzo Dalla Porta | Leopard Racing       | Honda         |
| 14 | 22.09. | GP von Aragonien      | Aragón              | Arón Canet          | Ai Ogura            | Dennis Foggia       | Arón Canet          | Darryn Binder       | Lorenzo Dalla Porta | Leopard Racing       | Honda         |
| 15 | 06.10. | GP von Thailand       | Buri Ram            | Albert Arenas       | Lorenzo Dalla Porta | Alonso López        | Celestino Vietti    | Ai Ogura            | Lorenzo Dalla Porta | Leopard Racing       | Honda         |
| 16 | 20.10. | GP von Japan          | Motegi              | Lorenzo Dalla Porta | Albert Arenas       | Celestino Vietti    | Niccolò Antonelli   | Lorenzo Dalla Porta | Lorenzo Dalla Porta | Leopard Racing       | Honda         |
| 17 | 27.10. | GP von Australien     | Phillip Island      | Lorenzo Dalla Porta | Marcos Ramírez      | Albert Arenas       | Marcos Ramírez      | Romano Fenati       | Lorenzo Dalla Porta | Leopard Racing       | Honda         |
| 18 | 03.11. | GP von Malaysia       | Sepang              | Lorenzo Dalla Porta | Sergio García       | Jaume Masiá         | Marcos Ramírez      | Marcos Ramírez      | Lorenzo Dalla Porta | Leopard Racing       | Honda         |
| 19 | 17.11. | GP von Valencia       | Valencia            | Sergio García       | Andrea Migno        | Xavier Artigas      | Andrea Migno        | Tatsuki Suzuki      | Lorenzo Dalla Porta | Leopard Racing       | Honda         |

## MotoE World Cup

### Rennergebnisse
| # | Datum  | Rennen             | Strecke       | Platz 1        | Platz 2       | Platz 3        | Pole-Position   | Schn. Rennrunde | Gesamtführung  | Gesamtführung              |
| # | Datum  | Rennen             | Strecke       | Platz 1        | Platz 2       | Platz 3        | Pole-Position   | Schn. Rennrunde | Fahrer         | Team                       |
| - | ------ | ------------------ | ------------- | -------------- | ------------- | -------------- | --------------- | --------------- | -------------- | -------------------------- |
| 1 | 07.07. | GP von Deutschland | Sachsenring   | Niki Tuuli     | Bradley Smith | Mike Di Meglio | Niki Tuuli      | Niki Tuuli      | Niki Tuuli     | Ajo MotoE                  |
| 2 | 11.08. | GP von Österreich  | Red Bull Ring | Mike Di Meglio | Xavier Siméon | Bradley Smith  | Mike Di Meglio  | Mike Di Meglio  | Mike Di Meglio | EG 0,0 Marc VDS            |
| 3 | 14.09. | GP von San Marino  | Misano        | Matteo Ferrari | Héctor Garzó  | Xavier Siméon  | Alex De Angelis | Matteo Ferrari  | Matteo Ferrari | TRENTINO Gresini MotoE     |
| 4 | 15.09. | GP von San Marino  | Misano        | Matteo Ferrari | Héctor Garzó  | Mattia Casadei | Alex De Angelis | Héctor Garzó    | Matteo Ferrari | TRENTINO Gresini MotoE     |
| 5 | 16.11. | GP von Valencia    | Valencia      | Eric Granado   | Bradley Smith | Matteo Ferrari | Eric Granado    | Eric Granado    | Matteo Ferrari | TRENTINO Gresini MotoE     |
| 6 | 17.11. | GP von Valencia    | Valencia      | Eric Granado   | Bradley Smith | Héctor Garzó   | Eric Granado    | Eric Granado    | Matteo Ferrari | Avintia Esponsorama Racing |